# Mesoplophora ifeana
Mesoplophora ifeana är en kvalsterart som beskrevs av Badejo, Woas och Beck 200. Mesoplophora ifeana ingår i släktet Mesoplophora och familjen Mesoplophoridae. Inga underarter finns listade i Catalogue of Life.